# Tramecourt
Tramecourt là một xã ở tỉnh Pas-de-Calais, vùng Hauts-de-France của Pháp.

## Địa lý
Tramecourt có cự ly 16 dặm Anh (22 km) về phía đông Montreuil-sur-Mer trên đường D71, là nơi đã diễn ra trận Agincourt.

## Dân số
| 1962                                                         | 1968 | 1975 | 1982 | 1990 | 1999 | 2006 |
| ------------------------------------------------------------ | ---- | ---- | ---- | ---- | ---- | ---- |
| 99                                                           | 113  | 99   | 76   | 67   | 66   | 58   |
| Số liệu điều tra dân số từ năm 1962: Dân số không tính trùng |      |      |      |      |      |      |